# ديني كوردل
ديني كوردل (بالإنجليزية: Denny Cordell)‏ هو مدرب خيول وملحن ومنتج أسطوانات بريطاني، ولد في 1 أغسطس 1943 في بوينس آيرس في الأرجنتين، وتوفي في 18 فبراير 1995 في دبلن في جمهورية أيرلندا بسبب لمفوما.

## وصلات خارجية
- ديني كوردل على موقع ميوزك برينز (الإنجليزية)
- ديني كوردل على موقع أول ميوزيك (الإنجليزية)
- ديني كوردل على موقع ديسكوغز (الإنجليزية)